# Karambolage (1989)
Karambolage ist ein deutscher Fernsehfilm von Gerhard Bengsch aus dem Jahr 1989. Regie führte Franz Peter Wirth. Der Fernsehfilm wurde vom Hessischen Rundfunk produziert und erstmals am 12. April 1989 in der ARD gezeigt. Im Vorspann des Filmes ist zu lesen: "Karambolage – von Renate Gaerber". Weil die zuständigen staatlichen Institutionen der DDR von diesem Projekt keine Kenntnis haben durften (Bengsch war DDR-Bürger), benutzte er ein Pseudonym.

## Handlung
Das Ehepaar Achtermann aus der DDR darf aus beruflichen Gründen ausnahmsweise in die BRD reisen. Nach DDR-Recht unerlaubterweise machen sie einen Abstecher nach Bayern, um das Dorf zu sehen, in dem der Mann aufgewachsen ist. Auf der Fahrt über nur für Anlieger und landwirtschaftliche Fahrzeuge freigegebene Wege nimmt ihnen ein angetrunkener BMW-Fahrer die Vorfahrt und es kommt zu einem Zusammenstoß, der für den doppeldeutigen Filmtitel ebenso namensgebend ist, wie das anschließende „Aufeinanderprallen“ der unterschiedlichen Mentalitäten, einerseits durch westliche und östliche Prägung, andererseits durch die Natur der Menschen.
Der Unfall, bei dem nur Blechschaden entsteht, verursacht zunächst gegenseitige Beschimpfungen, doch die Frau des BMW-Fahrers erinnert ihn daran, dass er zu viel getrunken hat, und so macht er den Vorschlag, nicht die Polizei zu rufen und alles unter sich zu regeln. Den Schaden werde er übernehmen, und das Ehepaar aus dem Osten könne zudem im Ferienhaus des Paars aus dem Westen übernachten. Im Verlauf werden dann die unterschiedlichen Charaktere und die Auswirkungen der unterschiedlichen politischen Systeme ebenso deutlich wie beiderseitige Vorurteile. Man kommt sich näher und versteht sich doch nicht wirklich, und zudem entwickeln die vier jeweils für den Partner des anderen Sympathien.

## Kritiken
Für das Lexikon des internationalen Films ist die Produktion ein „allzu routiniert inszeniertes Fernsehspiel mit viel dramaturgischem Leerlauf. Trotz guter Darsteller bleibt die Handlung überwiegend gängigen Stereotypen verpflichtet, für Zwischentöne bleibt kaum Platz.“ Auch die Zeitschrift Cinema befand: „Viele Klischees, ohne Witz aufbereitet“.